# Zmarli w grudniu 2017

## Grudzień 2017
- 31 grudnia
  - Richard Cousins – brytyjski przedsiębiorca, dyrektor generalny Compass Group[1][2]
  - Clément Fecteau – kanadyjski biskup katolicki[3]
  - Doreen Keogh – irlandzka aktorka[4]
  - Rachel Knobler – niemiecka poetka, kompozytorka, malarka pochodzenia polsko-żydowskiego[5]
  - Maurice Peress – amerykański dyrygent[6]
  - Wiesława Skłodowska-Górska – polska działaczka konspiracji niepodległościowej w czasie II wojny światowej, dama orderów[7]
- 30 grudnia
  - Kazimierz Duchnowski – polski specjalista w zakresie technologii drewna, wykładowca akademicki, kawaler orderów[8]
  - Bill Lishman – kanadyjski wynalazca, artysta i pasjonat motolotniarstwa[9]
  - Jan Nieruchalski – polski samorządowiec, Prezydent Miasta Zielona Góra w latach 1973–1975[10][11]
  - Gyöngyi Szalay-Horváth – węgierska szpadzistka, brązowa medalistka olimpijska[12]
  - Tatsuro Toyoda – japoński przedsiębiorca, b. prezydent Toyota Motor Corporation[13]
- 29 grudnia
  - Peggy Cummins – brytyjska aktorka filmowa pochodzenia irlandzkiego[14]
  - Dariusz Dobosz – polski dziennikarz[15][16]
  - Paule Duport – francuska polityk i lekarz, eurodeputowana I kadencji[17]
  - Michał Giedroyć – polski historyk emigracyjny[18]
  - Maria Nietyksza – polska historyk, profesor Uniwersytetu Warszawskiego[19]
  - María del Carmen Franco – hiszpańska markiza, córka, biografka i dokumentalistka życia gen. Francisco Franco[20]
  - Jan Szymański – polski uczestnik II wojny światowej, kawaler orderów[21]
- 28 grudnia
  - Piotr M. Boroń – polski działacz niepodległościowy, związkowy i społeczny[22]
  - Sue Grafton – amerykańska pisarka[23]
  - Jean-François Hory – francuski prawnik, polityk, eurodeputowany[24]
  - Rose Marie – amerykańska aktorka[25]
  - Stanisław Zbigniew Mikulski – polski filatelista[26]
  - Stanisław Terlecki – polski piłkarz[27]
- 27 grudnia
  - Osvaldo Fattori – włoski piłkarz[28]
  - Jan Kulczyk – polski hydromechanik, prof. dr hab. inż.[29][30]
  - Stanisław Szelichowski – polski dziennikarz motoryzacyjny[31]
  - Aleksander Szymański – polski uczestnik podziemia niepodległościowego w czasie II wojny światowej, więzień obozów koncentracyjnych[32][33]
  - Grażyna Woźniewska – polska ekonomistka, dr hab. inż.[34][35]
- 26 grudnia
  - Johnny Bower – kanadyjski hokeista, czterokrotny zdobywca Pucharu Stanleya[36]
  - Jim Burns – amerykański dziennikarz[37]
  - Grzegorz Dogil – polski i austriacki językoznawca[38]
  - Paweł Leoniec – polski śpiewak operowy[39][40]
  - Władimir Szainski – rosyjski i radziecki kompozytor[41]
  - Francis Walmsley – brytyjski biskup katolicki, ordynariusz polowy Wielkiej Brytanii[42]
- 25 grudnia
  - Claude Haldi – szwajcarski kierowca wyścigowy[43]
  - Erich Kellerhals – niemiecki przedsiębiorca, współzałożyciel sieci Media Markt[44]
  - Stanisław Kędziora – polski duchowny katolicki, biskup pomocniczy warszawski, następnie warszawsko-praski, od 2011 biskup senior[45]
  - Maciej Sienkiewicz – polski zawodnik i sędzia rugby[46]
  - Marcin Stronczek – polski działacz samorządowy[47]
  - Willie Toweel – południowoafrykański bokser[48]
  - Zbigniew Trzaskoma – polski specjalista z zakresu biomechaniki i teorii sportu, dr hab., trener łucznictwa[49]
  - Michał Wójcik – polski lekkoatleta, długodystansowiec[50]
- 24 grudnia
  - Heather Menzies – kanadyjska aktorka[51]
  - Jerzy Miszczak – polski przedsiębiorca, wieloletni prezes KP Zryw Dąbie[52]
  - Roman Szmajs – polski zawodnik, trener i sędzia strzelectwa sportowego[53]
  - Marek Wichrowski – polski bioetyk, prof. dr hab.[54][55]
- 23 grudnia
  - Grzegorz Chwiendacz – polski kolarz szosowy[56]
  - William Curlin – amerykański duchowny katolicki, biskup[57]
  - Patrycja Makowska – polska strzelczyni[58]
  - Bogusław Miernik – polski dyplomata i prawnik, oficer wywiadu, dyrektor generalny MSZ (1988–1990), ambasador w Zimbabwe (1990–1992)[59]
  - Mark Whittow – brytyjski historyk, archeolog, bizantynolog[60]
  - Héctor Morera Vega – kostarykański duchowny katolicki, biskup[61]
  - Władysław Zaczyński – polski pedagog, profesor zwyczajny Uniwersytetu Warszawskiego[62]
- 22 grudnia
  - Jerzy Barzykowski – polski elektronik, prof. dr hab.[63]
  - Stanisław Bażański – polski fizyk[64]
  - Gerald Greenberg – amerykański filmowiec[65]
  - Maria Hudyma – polska nauczycielka, Honorowa Obywatelka Miasta Koszalina[66]
  - Janusz Mika – polski fizyk jądrowy, prof. dr hab.[67]
  - Jacek Oniszczuk – polski jezuita, biblista, kierownik Katedry Teologii Biblijnej na Papieskim Uniwersytecie Gregoriańskim w Rzymie[68]
  - Lech Przyborowski – polski specjalista nauk farmaceutycznych, prof. dr hab.[69]
  - Luca Vacis – włoski kierowca wyścigowy[70]
- 21 grudnia
  - Zdzisław Bieniek – polski piłkarz, olimpijczyk (1952)[71]
  - Manouchehr Boroumand – irański sztangista[72]
  - Maria Dąbrowska-Partyka – polska slawistka i literaturoznawczyni[73]
  - Dick Enberg – amerykański komentator sportowy[74]
  - March Fong Eu – amerykańska dyplomatka i polityk[75]
  - Dominic Frontiere – amerykański kompozytor muzyki filmowej[76]
  - Jan Jarmużewski – polski uczestnik II wojny światowej, działacz kombatancki, kawaler orderów[77]
  - Włodzimierz Krzyżosiak – polski biolog molekularny, profesor nauk biologicznych[78]
  - Bruce McCandless – amerykański astronauta[79]
  - June Rowlands – kanadyjska polityk, burmistrz Toronto[80]
  - Roswell Rudd – amerykański puzonista jazzowy, kompozytor[81]
  - Mirosław Stecewicz – polski pisarz i poeta[82]
  - Jerry Yellin – amerykański pilot wojskowy, który dokonał ostatniego lotu bojowego w czasie II wojny światowej[83][84]
- 20 grudnia
  - Henryk Cioch – polski prawnik, adwokat, nauczyciel akademicki, sędzia Trybunału Konstytucyjnego, senator RP[85]
  - Jean-Jacques Guyon – francuski jeździec sportowy[86]
  - Eugeniusz Kędra – polski prawnik, kryminolog, dr hab. nauk prawnych[87][88]
  - Kazimierz Koś – polski dyplomata[89]
  - Bernard Law – amerykański duchowny katolicki, arcybiskup Bostonu, kardynał[90]
  - Maciej Miatkowski – polski działacz opozycji antykomunistycznej, uczestnik Grudnia ’70[91]
  - Stan Pilecki – australijski rugbysta[92]
  - Wacław Szewieliński – polski uczestnik podziemia niepodległościowego w czasie II wojny światowej, Honorowy Obywatel Miasta Inowrocławia[93][94]
  - Stanisław Waszkiewicz – polski specjalista technologii odlewnictwa, profesor Politechniki Warszawskiej[95][96]
  - Kenichi Yamamoto – japoński konstruktor i przedsiębiorca[97][98]
- 19 grudnia
  - Lito Cruz – argentyński aktor[99]
  - Ludwik Cwynar – polski specjalista maszyn energetycznych, prof. dr hab.[100]
  - Clifford Irving – amerykański pisarz[101]
  - Agnieszka Kluk-Kochańska – polska aktorka, dziennikarka i prezenterka telewizyjna[102]
  - Henryk Koński – polski działacz konspiracji niepodległościowej w czasie II wojny światowej, kawaler orderów[103]
  - Krystyn Jędrzej Lewenstein – polski elektronik, uczestnik powstania warszawskiego, kawaler orderów[104]
  - Zenon Muszyński – polski specjalista nauk leśnych, prof. dr hab.[105]
  - Tadeusz Orzechowski – polski specjalista z dziedziny automatyki napędu, dr hab.[106][107]
  - Adam Skoczylas – polski chemik, prof. dr hab.[108][109]
  - Peter Terry – brytyjski generał Air Force, Deputy Supreme Allied Commander Europe (1981–1984), gubernator Gibraltaru (1985–1989)[110]
  - Hiep Thi Le – wietnamska aktorka[111]
  - Leo Welch – amerykański muzyk bluesowy[112]
- 18 grudnia
  - Stanisław Błaszczuk – polski historyk, nauczyciel i regionalista[113]
  - Kim Jong-hyun – południowokoreański tancerz, piosenkarz[114]
  - Henryk Krawczyk – polski chemik organik, prof. dr hab.[115]
  - Altero Matteoli – włoski polityk, minister infrastruktury i transportu[116]
  - Josef Pešice – czeski zawodnik i trener piłkarski[117]
  - Arsienij Roginski – rosyjski historyk i działacz polityczny, przewodniczący Stowarzyszenia Memoriał[118]
  - Bogusław Sygulski – polski szachista, mistrz międzynarodowy[119]
- 17 grudnia
  - Irena Findeisen-Bellert – polska językoznawczyni, profesor McGill University[120]
  - Kevin Mahogany – amerykański wokalista jazzowy[121]
  - Leszek Aleksander Moczulski – polski poeta, autor tekstów piosenek[122]
  - Aniela Moszyńska – polska malarka, pedagog, animator kultury[123]
  - Georgy Natanson – rosyjski reżyser i scenarzysta filmowy i teatralny[124]
  - Edward Rowny – amerykański generał-porucznik, doradca ds. wojskowych[125]
  - Józef Karol Siciak – polski matematyk, prof. dr hab.[126]
- 16 grudnia
  - Ralph Carney – amerykański piosenkarz, kompozytor, klarnecista i saksofonista jazzowy[127]
  - Wilhelm Gaj-Piotrowski – polski duchowny katolicki, historyk, etnograf i regionalista[128]
  - Jadwiga Has – polska poetka i dramatopisarka, autorka tekstów piosenek, scenarzystka, aktorka[129]
  - Hunter Harrison – amerykański hodowca koni[130]
  - Angela Kokola – grecka polityk, eurodeputowana[131]
  - Janusz Krężel – polski historyk harcerstwa[132][133]
  - Sharon Laws – brytyjska kolarka szosowa[134]
  - Ryszard Matusiewicz – polski alergolog, specjalista chorób wewnętrznych, prof. dr hab.[135]
  - Michael Prophet – jamajski piosenkarz reggae[136]
  - Keely Smith – amerykańska wokalistka[137]
  - Jadwiga Smykowska – polska graficzka i drzeworytniczka[138][139][140]
  - Jerzy Szczeklik – polski kardiolog, specjalista chorób wewnętrznych, prof. dr hab.[141][142]
  - Z’EV – amerykański perkusjonista[143]
- 15 grudnia
  - John Critchinson – angielski pianista jazzowy[144]
  - Marian Janowski – polski działacz sportowy[145][146]
  - Romuald Korus – polski malarz, plastyk i pedagog[147]
  - Władysław Nycz – polski uczestnik podziemia niepodległościowego w czasie II wojny światowej oraz powojennego podziemia antykomunistycznego[148][149]
  - Kazimierz Piechowski – polski uczestnik II wojny światowej, uciekinier z niemieckiego obozu Auschwitz-Birkenau, żołnierz AK[150]
  - Timur Siegizbajew – kazachski piłkarz i trener[151]
- 14 grudnia
  - Yurizan Beltran – amerykańska aktorka i modelka pornograficzna[152][153]
  - Bob Givens – amerykański rysownik i animator[154]
  - Elżbieta Kostowska-Watanabe – polski socjolog, dr. hab[155][156]
  - Zofia Mikołajczyk – polska ekonomistka, prof. zw. dr hab.[157][158][159]
  - Karl-Erik Nilsson – szwedzki zapaśnik[160]
  - Kazimierz Pieńkos – polski specjalista nauk leśnych, dr hab.[161][162]
  - Sławomir Pudelewicz – polski futsalista[163]
  - Robert Charles Sproul – amerykański duchowny, ewangelista i teolog prezbiteriański, pisarz[164]
  - Jerzy Antoni Staroń – polski urzędnik i działacz sportowy[165]
  - Teresa Widomska-Czekajska – polska lekarka, prof. dr hab.[166][167]
  - Lones Wigger – amerykański strzelec sportowy[168]
- 13 grudnia
  - Tadeusz Ciężak – polski specjalista budownictwa, dr hab.[169][170]
  - Warrel Dane – amerykański wokalista, członek zespołów Sanctuary i Nevermore, autor tekstów[171]
  - Simon Dickie – nowozelandzki wioślarz, dwukrotny mistrz olimpijski[172]
  - John Gerry – australijski duchowny katolicki, biskup pomocniczy Brisbane[173]
  - Bruce Gray – amerykański aktor[174]
  - Wojciech Kaczor – polski aktor[175]
  - Wojciech Kardynalski – polski działacz sportowy[176]
  - Stefan Kościelecki – polski malarz, wykładowca akademicki[177]
  - Jan „Yach” Paszkiewicz – polski reżyser teledysków, współtwórca Festiwalu Polskich Wideoklipów Yach Film[178]
  - Willie Pickens – amerykański pianista jazzowy, pedagog muzyczny[179]
  - Elżbieta Krawczuk-Trylińska – polska lekkoatletka, specjalizująca się w skoku wzwyż[180]
  - Witold Warias – polski neurolog, Honorowy Obywatel Zielonej Góry[181][182]
  - Andrzej Wędzki – polski historyk, prof. dr hab.[183]
- 12 grudnia
  - Pat DiNizio – amerykański wokalista, współzałożyciel i członek grupy The Smithereens[184]
  - Peter Duffell – brytyjski reżyser i scenarzysta[185]
  - Józef Heistein – polski romanista, literaturoznawca, komparatysta, prof. dr hab.[186]
  - Jerzy Wrzos – polski trener piłkarski i teoretyk sportu[187]
  - Zarley Zalapski – kanadyjski hokeista[188]
- 11 grudnia
  - Irena Byszewska – polska aktorka[189]
  - Charles Robert Jenkins – amerykański żołnierz, który w 1965 roku uciekł do Korei Północnej[190]
  - Siergiej N. Jesin – rosyjski pisarz[191]
  - Suzanna Leigh – brytyjska aktorka[192]
  - Barbara Perzyna – polska specjalistka ortopedii szczękowej, prof. dr hab. n. med.[193][194]
  - Jacek Rokicki – polski aerodynamik, prof. dr hab.[195]
- 10 grudnia
  - Alfred Baron – polski konstruktor, specjalista budowy samolotów[196]
  - Zdzisław Bieniawski – polski specjalista geoinżynierii[197][198]
  - Manno Charlemagne – haitański polityk i muzyk folkowy[199]
  - François Régis Hutin – francuski dziennikarz i wydawca[200]
  - Tadeusz Lupa – polski piłkarz[201]
  - Antonio Riboldi – włoski duchowny katolicki, biskup[202]
  - Gabrielius Žemkalnis-Landsbergis – litewski dziennikarz i działacz emigracyjny, brat Vytautasa Landsbergisa[203]
- 9 grudnia
  - Franciszek Bobrowski – polski działacz związkowy i polityk[204]
  - Leonid Broniewoj – rosyjski aktor[205]
  - Benjamin Massing – kameruński piłkarz[206]
  - Stanisław Pajka – polski pedagog, działacz społeczny, badacz i popularyzator regionu kurpiowskiego[207]
  - Tom Zenk – amerykański wrestler[208]
- 8 grudnia
  - Carlos María Franzini – argentyński duchowny katolicki, arcybiskup[209]
  - Janusz Grzyb – polski samorządowiec i nauczyciel, wójt gminy Nadarzyn[210]
  - Vincent Nguini – kameruński muzyk i gitarzysta[211]
  - Halina Seyfried – polska transfuzjolog, prof. dr hab.[212]
  - Lionginas Šepetys – litewski architekt, historyk sztuki i polityk[213]
- 7 grudnia
  - Jerzy Adamek – polski zawodnik i trener zapasów[214]
  - Philippe Maystadt – belgijski prawnik, polityk, minister, prezes Europejskiego Banku Inwestycyjnego[215]
  - Jukka Kristian Mikkonen – fiński gitarzysta rockowy, członek grupy Negative[216]
  - Alexandru Moșanu mołdawski polityk i historyk, przewodniczący Rady Najwyższej Mołdawskiej SRR i następnie Parlamentu Republiki Mołdawii (1990–1993)[217]
  - Sunny Murray – amerykański perkusista jazzowy[218][219]
  - Steve Reevis – amerykański aktor[220]
  - Ivana Esther Robert Smit – malezyjska modelka, finalistka konkursu Miss Malezji 2014[221]
  - Roland Taylor – amerykański koszykarz[222]
  - Wojciech Wesoły – polski specjalista w zakresie hodowli lasu, prof. dr hab.[223][224]
  - Matthias Yu Chengxin – chiński duchowny katolicki, koadiutor biskupa Hanzhong[225]
- 6 grudnia
  - Lucyna Andrysiak – polska działaczka harcerska, samorządowiec[226]
  - Conrad Brooks – amerykański aktor[227]
  - Józef Dyskant – polski oficer marynarki, historyk i pisarz[228]
  - William H. Gass – amerykański prozaik, krytyk literacki, i eseista[229]
  - Johnny Hallyday – francuski piosenkarz, kompozytor i aktor[230]
  - Dominic Mai Luong – wietnamski duchowny katolicki, posługujący w USA, biskup[231]
  - Irena Wilhelmina Łukomska – polska nauczycielka, dama orderów[232][233]
  - Witold Stanisław Michałowski – polski pisarz, dziennikarz, podróżnik, i publicysta[234]
  - Wiesław Śliżewski – polski geolog, doktor nauk przyrodniczych, urzędnik państwowy[235][236]
  - Cyrus Young – amerykański lekkoatleta specjalizujący się w rzucie oszczepem[237]
- 5 grudnia
  - August Ames – kanadyjska modelka i aktorka pornograficzna[238]
  - Jadwiga Chądzyńska – polska tenisistka stołowa[239]
  - Marek Gonciarczyk – polski piłkarz ręczny[240][241]
  - Michał Hohenzollern-Sigmaringen – rumuński arystokrata, ostatni król Rumunii[242][243]
  - Elenito Galido – filipiński duchowny katolicki, biskup[244]
  - Henning Jensen – duński piłkarz[245]
  - Jean d’Ormesson – francuski pisarz i dziennikarz, członek Akademii Francuskiej[246]
  - Jacques Simon – francuski piłkarz[247]
  - Włodzimierz Strzemiński – polski działacz opozycji w okresie PRL[248][249]
- 4 grudnia
  - Robert Alt – szwajcarski bobsleista[250]
  - Shashi Kapoor – indyjski aktor[251]
  - Christine Keeler – angielska modelka i showgirl, bohaterka afery Profumo[252]
  - Zdzisław Kościelski – polski inżynier, kawaler orderów[253]
  - Manuel Marín – hiszpański polityk, przewodniczący Kongresu Deputowanych (2004–2008), wieloletni członek i szef Komisji Europejskiej (1999)[254]
  - Janina Rubach-Kuczewska – polska dziennikarka[255][256]
  - Ali Abd Allah Salih – jemeński polityk i wojskowy, prezydent Jemenu Północnego, a następnie prezydent Jemenu[257][258]
  - Carles Santos – hiszpański pianista[259]
  - Adam Zagajewski – polski kolarz szosowy[260]
  - Marian Zając – polski rajdowiec[261]
- 3 grudnia
  - Ireneusz Całkosiński – polski specjalista nauk weterynaryjnych, dr hab.[262][263]
  - Slobodan Ćurčić – amerykański historyk serbskiego pochodzenia, bizantynolog[264]
  - Marek Kazimierz Kosmulski – polski specjalista nauk o sztukach pięknych, profesor Akademii Sztuk Pięknych w Warszawie[265][266]
  - Władysław Leśniak – polski ekonomista, prof. dr hab.[267][268]
  - Kjell Opseth – norweski polityk, minister transportu w latach 1990–1996, minister ds. samorządów w latach 1996–1997[269]
  - Ewa Osiecka – polska specjalistka z dziedziny technologii materiałów budowlanych i inżynierii kompozytów mineralnych, prof. nzw. dr hab. inż.[270]
  - Kazimierz Pawełek – polski dziennikarz, autor tekstów kabaretowych, polityk, senator V kadencji[271]
  - Jerzy Tomala – polski ekonomista, prof. dr hab.[272]
- 2 grudnia
  - Andrzej Ciuk – polski anglista[273]
  - Ryszard Karger – polski ekonomista, Honorowy Obywatel Miasta Szczecin[274]
  - Jerzy Kłoczowski – polski historyk, profesor nauk humanistycznych, senator I kadencji, kawaler Orderu Orła Białego oraz Virtuti Militari[275]
  - Mundell Lowe – amerykański gitarzysta jazzowy, kompozytor[276]
  - Roman Nowak – polski chórmistrz[277]
  - Iva Ritschélova – czeska ekonomistka, prezes czeskiego Urzędu Statystycznego w latach 2010–2017[278]
  - Edwin Mosquera Roa – kolumbijski sztangista[279]
- 1 grudnia
  - Enrico Castellani – włoski malarz[280]
  - Åshild Hauan – norweska polityk, gubernator okręgu Nordland[281]
  - Michał Holka – polski architekt[282]
  - Roman Kulikowski – polski teoretyk sterowania, profesor nauk technicznych[283]
  - Fredy Schmidtke – niemiecki kolarz torowy[284]
  - Nikola Špear – jugosłowiański i serbski tenisista, trener i działacz sportowy[285]
  - Uli Vos – niemiecki hokeista na trawie[286]
  - Perry Wallace – amerykański koszykarz[287]

data dzienna nieznana
- Henryk Barylski – polski żużlowiec[288]
- Antoni Kozłowski – polski poeta[289][290]
- Paweł Musioł – polski przedsiębiorca i polityk, poseł na Sejm RP I kadencji[291]
  - Marjan Rožič – jugosłowiański (słoweński) polityk, politolog i dziennikarz, burmistrz Lublany (1978–1982), przewodniczący Zgromadzenia Jugosławii (1987–1988)[292]